# Goodridge
Goodridge is een plaats (city) in de Amerikaanse staat Minnesota, en valt bestuurlijk gezien onder Pennington County.

## Demografie
Bij de volkstelling in 2000 werd het aantal inwoners vastgesteld op 98.
In 2006 is het aantal inwoners door het United States Census Bureau geschat op 107, een stijging van 9 (9,2%).

## Geografie
Volgens het United States Census Bureau beslaat de plaats een oppervlakte van
0,5 km², geheel bestaande uit land. Goodridge ligt op ongeveer 357 m boven zeeniveau.

## Plaatsen in de nabije omgeving
De onderstaande figuur toont nabijgelegen plaatsen in een straal van 36 km rond Goodridge.